# Conseils de prudence
Les conseils de prudence (« phrases S ») sont des indications présentes sur les étiquettes de produits chimiques, qui conseillent l’utilisateur quant aux précautions à prendre lors de leur manipulation ou utilisation. Elles se présentent sous la forme d'un S suivi d’un ou de plusieurs nombres, chacun correspondant à un conseil particulier. Elles sont définies dans l'annexe IV de la directive européenne 67/548/CEE : Conseils de prudence concernant les substances et préparations dangereuses. La liste a été complétée et publiée à nouveau dans la directive 2001/59/CE.
Cette législation a été abrogée au 1er juin 2015 et les phrases S sont devenues des phrases P suivant les directives du système général harmonisé de classification et d'étiquetage des produits chimiques.

## Liste des conseils de prudence

### Phrases S
S1 Conserver sous clé.

S2 Conserver hors de la portée des enfants.

S3 Conserver dans un endroit frais.

S4 Conserver à l’écart de tout local d’habitation.

S5 Conserver sous… (liquide approprié à spécifier par le fabricant).

S6 Conserver sous… (gaz inerte approprié à spécifier par le fabricant).

S7 Conserver le récipient bien fermé.

S8 Conserver le récipient à l’abri de l’humidité.

S9 Conserver le récipient dans un endroit bien ventilé.

S10 Maintenir le produit humide.

S11 Éviter le contact avec l'air.

S12 Ne pas fermer hermétiquement le récipient.

S13 Conserver à l’écart des aliments et boissons, y compris ceux pour animaux.

S14 Conserver à l’écart des… (matières incompatibles à indiquer par le fabricant).

S15 Conserver à l’écart de la chaleur.

S16 Conserver à l’écart de toute flamme ou source d’étincelles. Ne pas fumer.

S17 Tenir à l’écart des matières combustibles.

S18 Manipuler et ouvrir le récipient avec prudence.

S19 nombre non attribué

S20 Ne pas manger et ne pas boire pendant l’utilisation.

S21 Ne pas fumer pendant l’utilisation.

S22 Ne pas respirer les poussières.

S23 Ne pas respirer les gaz/fumées/vapeurs/aérosols (terme(s) approprié(s) à indiquer par le fabricant).

S24 Éviter le contact avec la peau.

S25 Éviter le contact avec les yeux.

S26 En cas de contact avec les yeux, laver immédiatement puis consulter un ophtalmologiste.

S27 Enlever immédiatement tout vêtement souillé ou éclaboussé.

S28 Après contact avec la peau, se laver immédiatement et abondamment avec… (produits appropriés à indiquer par le fabricant).

S29 Ne pas jeter les résidus à l’égout.

S30 Ne jamais verser de l’eau dans ce produit.

S31 Tenir à l'écart des matières explosives.

S32 nombre non attribué

S33 Éviter l’accumulation de charges électrostatiques.

S34 Éviter le choc et le frottement.

S35 Ne se débarrasser de ce produit et de son emballage qu’en prenant toutes précautions d’usage.

S36 Porter un vêtement de protection approprié.

S37 Porter des gants appropriés.

S38 En cas de ventilation insuffisante porter un appareil respiratoire approprié.

S39 Porter un appareil de protection des yeux/du visage approprié.

S40 Pour nettoyer le sol ou les objets souillés par ce produit utiliser… (à préciser par le fabricant).

S41 En cas d’incendie et/ou d’explosion ne pas respirer les fumées.

S42 Pendant les fumigations/pulvérisations porter un appareil respiratoire approprié.

S43 En cas d’incendie utiliser… (moyens d’extinction à préciser par le fabricant. Si l’eau augmente les risques, ajouter : Ne jamais utiliser d’eau).

S44 En cas de malaise, consulter un médecin (si possible lui montrer l'étiquette).

S45 En cas d’accident ou de malaise consulter immédiatement un médecin et lui montrer l’emballage ou l’étiquette.

S46 En cas d'ingestion consulter immédiatement un médecin et lui montrer l'emballage ou l'étiquette.

S47 Conserver à une température ne dépassant pas… °C (à préciser par le fabricant).

S48 Maintenir humide avec… (moyen approprié à indiquer par le fabricant).

S49 Conserver uniquement dans le récipient d’origine.

S50 Ne pas mélanger avec… (à spécifier par le fabricant).

S51 Utiliser seulement dans des zones bien ventilées.

S52 Ne pas utiliser sur de grandes surfaces dans les locaux habités.

S53 Éviter l’exposition et se procurer des instructions spéciales avant l’utilisation.

S54 nombre non attribué.

S55 nombre non attribué

S56 Éliminer ce produit et son récipient dans un centre de collecte des déchets dangereux ou spéciaux.

S57 Utiliser un récipient approprié pour éviter toute contamination du milieu .

S58 nombre non attribué

S59 Consulter le fabricant/fournisseur pour des informations relatives à la récupération/au recyclage.

S60 Éliminer le produit et son récipient comme un déchet dangereux.

S61 Éviter le rejet dans l’environnement. Consulter les instructions spéciales/la fiche de données de sécurité.

S62 En cas d’ingestion ne pas faire vomir : consulter immédiatement un médecin et lui montrer l’emballage ou l’étiquette.

S63 En cas d’accident par inhalation, transporter la victime hors de la zone contaminée et la garder au repos.

S64 En cas d’ingestion, rincer la bouche avec de l’eau (seulement si la personne est consciente).

### Combinaison de phrases S
S1/2 : Conserver sous clé et hors de portée des enfants.

S3/7 : Conserver le récipient bien fermé dans un endroit frais.

S3/9/14 : Conserver dans un endroit frais et bien ventilé à l'écart des... (matières incompatibles à indiquer par le fabricant).

S3/9/14/49 : Conserver uniquement dans le récipient d'origine dans un endroit frais bien ventilé à l'écart des ...(matières incompatibles à indiquer par le fabricant).

S3/9/49 : Conserver uniquement dans le récipient d'origine dans un endroit frais et bien ventilé.

S3/14 : Conserver dans un endroit frais à l'écart des ...(matières incompatibles à indiquer par le fabricant).

S7/8 : Conserver le récipient bien fermé et à l'abri de l'humidité.

S7/9 : Conserver le récipient bien fermé et dans un endroit bien ventilé.

S7/47 : Conserver le récipient bien fermé et à une température ne dépassant pas ...°C (à préciser par le fabricant).

S20/21 : Ne pas manger, ne pas boire et ne pas fumer pendant l'utilisation.

S24/25 : Éviter le contact avec la peau et les yeux.

S26/36 : Besoin de Lunettes de protections, Gants et une hotte pour manipuler le produit (ex : Acide Butanoïque)

S29/56 : Ne pas jeter les résidus à l'égout, éliminer ce produit et son récipient dans un centre de collecte des déchets dangereux ou spéciaux.

S36/37 : Porter un vêtement de protection et des gants appropriés.

S36/37/39 : Porter un vêtement de protection approprié, des gants et un appareil de protection des yeux/du visage.

S36/39 : Porter un vêtement de protection approprié et un appareil de protection des yeux/du visage.

S37/39 : Porter des gants appropriés et un appareil de protection des yeux/du visage.

S47/49 : Conserver uniquement dans le récipient d'origine à température ne dépassant pas ... °C (à préciser par le fabricant).